# Mercedes-Benz M 260/M 264
| Mercedes-Benz        | Mercedes-Benz                             |
| -------------------- | ----------------------------------------- |
|                      |                                           |
| M 264                |                                           |
| Hersteller:          | Mercedes-Benz                             |
| Produktionszeitraum: | seit 2017                                 |
| Funktionsprinzip:    | Otto                                      |
| Bauform:             | Reihenmotor, Vierzylinder                 |
| Motoren:             | 1,5 Liter (1497 cm³) 2,0 Liter (1991 cm³) |
| Vorgängermodell:     | M 270/M 274                               |
| Nachfolgemodell:     | M 254                                     |
| Ähnliche Modelle:    | M 256                                     |

Der M 260/M 264 ist ein Vierzylinder-Reihenmotor von Mercedes-Benz.
Der M 260/M 264 ist Nachfolgemodell des M 270/M 274 und Teil einer neuen, modularen Motorengeneration, die 4- und 6-Zylinder-Dieselmotoren sowie 4- und 6-Zylinder-Ottomotoren umfassen wird. Durch identischen Zylinderhubraum (ca. 500 cm³) und -abstand wird eine hohe Anzahl an Gleichteilen erreicht. Eine technische Besonderheit dieses Motors (wie schon vom Vorgänger M 270/M 274) ist die Möglichkeit zum Quer- und Längseinbau:
M 260
Einbau quer als Motor in Modellen mit angetriebener Vorderachse (Frontantrieb)
M 264
Einbau längs als Motor in Modellen mit angetriebener Hinterachse (Hinterradantrieb)

## Technik

### Grundmotor
Der Hubraum des Vierzylinder-Reihenmotors beträgt 1991 cm³ mit einer Bohrung von 83 mm und einem Hub von 92 mm, bei einem Zylinderabstand von 90 mm. Das Verdichtungsverhältnis beträgt 10,5.
Die Steuerung des Ladungswechsels erfolgt über vier Ventile pro Zylinder (Vierventiltechnik) und zwei obenliegende, von einer Steuerkette angetriebene Nockenwellen. Auf der Einlassseite verfügen beide Varianten über die variable Ventilsteuerung CAMTRONIC.

### Aufladung und Abgas
Der Motor verfügt über einen Twinscroll-Abgasturbolader mit einem elektrischen Wastegate-Aktuator. Der Twin-Scroll-Lader fasst die Abgaskanäle von jeweils zwei Zylindern in je einem strömungsoptimierten Krümmer zusammen.
Hinter der Turbine des Turboladers kommt zunächst ein Drei-Wege-Katalysator zum Einsatz. Im Unterboden des Fahrzeugs wird zusätzlich serienmäßig ein Partikelfilter eingebaut. Damit ist der M 260/M 264 einer der ersten Ottomotoren mit Partikelfilter.

### Nebenaggregate
Ähnlich wie der neue Reihensechszylinder-Benziner M 256 bekommt auch der M 264 – zunächst nicht aber der M 260 – ein 48-V-Bordnetz, neben dem weiter bestehenden 12-V-Bordnetz. Allerdings wird hier ein riemengetriebener Startergenerator (RSG) eingesetzt, der Lichtmaschine und Anlasser ersetzt. Dieser kann den Verbrennungsmotor kurzzeitig mit bis zu 10 kW (14 PS) im Drehzahlbereich bis 2.500/min unterstützen (Boost-Funktion aus dem 48-V-Akkumulator) und ermöglicht beim Bremsen eine teilweise Rekuperation der Bewegungsenergie des Fahrzeugs in diesen 48-V-Akkumulator. Außerdem kann der Verbrennungsmotor während der Fahrt abgeschaltet werden, um ohne Kraftstoffverbrauch zu segeln. Somit sollte eigentlich jedes mit dem M 264 ausgestattete Fahrzeug zu einem Mildhybrid werden. Am C 300 (W 205 MoPf) zeigt sich aber, dass Mercedes auch vom M 264 Varianten einbaut, die ohne Riemenstartergenerator und ohne 48-V-Akku, sondern mit klassischem Anlasser und Lichtmaschine gebaut werden. Außerdem verfügt der Motor über eine elektrische Kühlmittelpumpe auf 48-V-Ebene.
Zu Dezember 2022 folgte in der modellgepflegten A-Klasse W 177 und B-Klasse W 247 auch die 48V-Mild-Hybrid-Version des M 260 (Quelle: Preisliste Deutschland ab 25. Oktober 2022). Auch hier kommt ein riemengetriebener Startergenerator (RSG) mit 10 kW zum Einsatz. Es wird erwartet, dass sich diese Änderung dann auch auf GLA und CLA auswirken wird.

## Versionen

### M 260 E20 DE LA *
| Verkaufsbezeichnung                                                                                      | Baureihe     | Bauzeitraum                                       |
| --- | ------------ | ------------------------------------------------- |
| Hubraum: 1991 cm³, Leistung: 140 kW (190 PS) bei 5500/min, Drehmoment: 300 Nm bei 1.800–4.000/min        |              |                                                   |
| A 220 A 220 4MATIC                                                                                       | Baureihe 177 | seit 07/2018 bis 10/2019 seit 07/2018 bis 10/2020 |
| CLA 220 CLA 220 4MATIC                                                                                   | Baureihe 118 | seit 03/2019 bis 10/2019 seit 03/2019 bis 10/2020 |
| B 220 B 220 4MATIC                                                                                       | W 247        | seit 04/2019 bis 10/2019 seit 01/2019 bis 10/2020 |
| Hubraum: 1991 cm³, Leistung: 165 kW (224 PS) bei 5.500/min, Drehmoment: 350 Nm bei 1.800–4.000/min       |              |                                                   |
| A 250 A 250 4MATIC                                                                                       | Baureihe 177 | seit 03/2018 seit 07/2018                         |
| CLA 250 CLA 250 4MATIC                                                                                   | Baureihe 118 | seit 03/2019                                      |
| B 250 B 250 4MATIC                                                                                       | W 247        | seit 01/2019                                      |
| GLB 250 4MATIC                                                                                           | X 247        | seit 12/2019                                      |
| Hubraum: 1991 cm³, Leistung: 225 kW (306 PS) bei 5.800–6.100/min, Drehmoment: 400 Nm bei 3.000–4.000/min |              |                                                   |
| A 35 4MATIC                                                                                              | Baureihe 177 | ab 01/2019                                        |
| CLA 35 4MATIC                                                                                            | Baureihe 118 | ab 04/2019                                        |
| GLA 35 4MATIC                                                                                            | H 247        | ab 06/2020                                        |
| GLB 35 4MATIC                                                                                            | X 247        | ab 12/2019                                        |

### M 264 E15 DEH LA *
| Verkaufsbezeichnung                                                                                                | Baureihe                                                                                         | Bauzeitraum                                                                                      |
| Hubraum: 1497 cm³, Leistung: 115 kW (156 PS) bei x–x/min, Drehmoment: 250 Nm bei 1.500–4.000/min                   | Hubraum: 1497 cm³, Leistung: 115 kW (156 PS) bei x–x/min, Drehmoment: 250 Nm bei 1.500–4.000/min | Hubraum: 1497 cm³, Leistung: 115 kW (156 PS) bei x–x/min, Drehmoment: 250 Nm bei 1.500–4.000/min |
| --- | ------------------------------------------------------------------------------------------------ | ------------------------------------------------------------------------------------------------ |
| C 180 | Baureihe 205                                                                                     | seit 07/2020                                                                                     |
| Hubraum: 1497 cm³, Leistung: 135 + 10 kW (184 + 14 PS) bei 5.800–6.100/min, Drehmoment: 280 Nm bei 3.000–4.000/min |                                                                                                  |                                                                                                  |
| C 200 | Baureihe 205                                                                                     | seit 04/2018                                                                                     |
| CLS 260 | Baureihe 257                                                                                     | seit 2020 (nur für China)                                                                        |

### M 264 E20 DEH LA *
| Verkaufsbezeichnung                                                                                                | Baureihe | Bauzeitraum |
| Hubraum: 1991 cm³, Leistung: 145 + 10 kW (197 + 14 PS) bei 5.500–6.100/min, Drehmoment: 320 Nm bei 1.800–4.000/min | Hubraum: 1991 cm³, Leistung: 145 + 10 kW (197 + 14 PS) bei 5.500–6.100/min, Drehmoment: 320 Nm bei 1.800–4.000/min | Hubraum: 1991 cm³, Leistung: 145 + 10 kW (197 + 14 PS) bei 5.500–6.100/min, Drehmoment: 320 Nm bei 1.800–4.000/min |
| --- | --- | --- |
| E 200 E 200 4MATIC                                                                                                 | Baureihe 213 Baureihe 238                                                                                          | seit 06/2019 |
| GLC 200 4MATIC | Baureihe 253 | seit 05/2019 |
| Hubraum: 1991 cm³, Leistung: 190 + 10 kW (258 + 14 PS) bei 5.800–6.100/min, Drehmoment: 370 Nm bei 1.800–4.000/min | | |
| C 300 C 300 4MATIC                                                                                                 | Baureihe 205 | seit 06/2018 |
| E 300 | Baureihe 213 Baureihe 238                                                                                          | seit 06/2019 |
| GLC 300 4MATIC | Baureihe 253 | seit 05/2019 |
| G 350 | Baureihe 463 | seit 2020 (nur für China)                                                                                          |
| Hubraum: 1991 cm³, Leistung: 220 + 10 kW (299 + 14 PS) bei 5.800–6.100/min, Drehmoment: 400 Nm bei 3.000–4.000/min | | |
| E 350 | Baureihe 213 Baureihe 238                                                                                          | seit 04/2018 bis 06/2020 seit 10/2017 bis 06/2020                                                                  |
| CLS 350 | Baureihe 257 | ab Herbst 2018 |

 * Die Motorbezeichnung ist wie folgt verschlüsselt:
M = Motor (Otto), Baureihe = 3-stellig, Hubraum = Deziliter (gerundet), DE = Direkteinspritzung, H = Homogen, L = Ladeluftkühlung, A = Abgasturbolader